# (8035) 1992 TB
1992 تي بي (ويعرف أيضًا باسم (8035) 1992 تي بي وفق تسمية الكوكب الصغير) (بالإنجليزية: 1992 TB)‏ هو كويكب ضمن حزام الكويكبات؛ وترتيبه 8035 من حيث الاكتشاف.
اكتُشف هذا الجُرم الفلكي بواسطة سبيس واتش في 2 أكتوبر 1992.

## وصلات خارجية
- (8035) 1992 TB في قاعدة بيانات مختبر الدفع النفاث لأجرام النظام الشمسي الصغيرة

- الاكتشاف · مخطط المدار ·  العناصر المدارية · المعلمات المادية

- (8035) 1992 TB على موقع ويكي سكاي: DSS2, SDSS, GALEX, IRAS, Hydrogen α, X-Ray, Astrophoto, Sky Map, Articles and images